# Оливер, Кристиан
Кристиан Оливер (нем. и англ. Christian Oliver, настоящее имя — Кристиан Клепсер; 3 марта 1972, Целле, Нижняя Саксония — 4 января 2024, Карибское море, Сент-Винсент и Гренадины) — немецкий и американский актёр. Наиболее известен по роли детектива-инспектора Яна Рихтера в 7—8 сезонах немецкого телесериала «Спецотряд „Кобра 11“».

## Биография
Родился 3 марта 1972 года в Целле, Нижняя Саксония, но переехал с родственниками в Франкфурт-на-Майне, где и вырос.
Будучи в сознательном возрасте, Оливер перебрался в США за рекламой, где стал работать моделью. Однажды после окончания средней школы, молодой человек начал сотрудничать с BBDO. Через три месяца Оливер понял, что хочет чего-то другого от жизни и признался себе в том, что давно интересуется актёрской деятельностью и хочет сниматься в кинематографии, ведь интерес проснулся в школьном театре, который Оливер посещал. Брал уроки актёрского мастерства, затем поехал в Лос-Анджелес и относительно быстро попал в актёрский состав сериала NBC «Спасённые звонком», в котором началась его актёрская карьера, играл в нём с 1994—1995 годы в роли Брайана Келлера.
С 2002 по 2004 годы Оливер также запомнился зрителям и получил большую популярность в двух сезонах немецкого боевика «Спецотряд „Кобра 11“», в роли детектива-инспектора Яна Рихтера. Затем последовали и другие значительные роли в фильмах и телесериалах таких стран, как США и Германия.
Каждое лето Оливер ездил с семьей из США в Германию, чтобы навестить близких. Актёр считал, что у него два дома. Был женат на Джессике Мазур (2010—2021); от этого брака было двое детей .

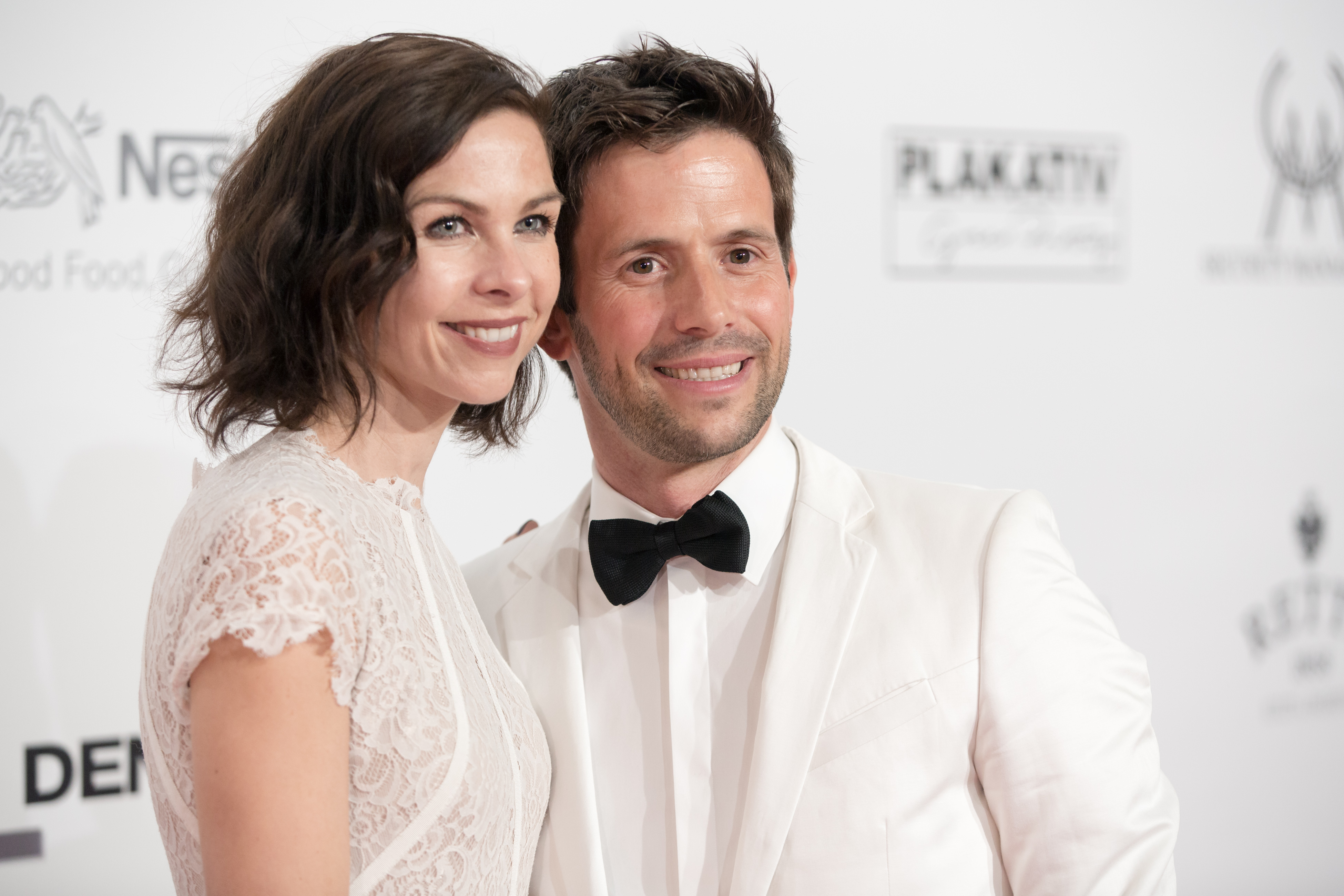
Джессика Мазур и Кристиан Оливер

### Гибель
4 января 2024 года Оливер и две его дочери, Мадита и Анник, погибли после того, как четырёхместный частный самолёт Bellanca 17-30A Super Viking, на котором они находились, разбился у побережья Бекии акватории Карибского моря. Все находившиеся на борту, включая пилота Роберта Сакса, погибли при падении.

## Фильмография
- 1994—1995 — Спасённые звонком: Новый класс — (Брайан Келлер)
- 1995 — Клуб нянек — (Лука)
- 1997 — Две сестры — (Тим)
- 1997 — Съесть своё сердце — (Дэниел Хаус)
- 1999 — Бомба под Берлином — (Калле)
- 1999 — Романтический боец — (Деннис)
- 2001 — Спи с моим мужем — (Бенни)
- 2001 — Стажёр — (Кайл)
- 2001 — В огне — (Вестер)
- 2002 — Свет в лесу — (Габриэль Браун)
- 2004 — Обморожение — (Ганс)
- 2002—2004 — Сигнал для кобры 11 — (Ян Рихтер)
- 2006 — Образец два — (Адам Шмидт)
- 2006 — Хороший немец — (Эмиль Брандт)
- 2008 — Спиди-гонщик — (Снейк Ойлер)
- 2008 — Акварели — (Старшеклассник)
- 2009 — Операция «Валькирия» — (Адам, сержант-майор)
- 2009 — Готовы или нет — (Крис)
- 2009 — «Дань», также известный как «Дань Норы Робертс» — (Стив)
- 2011 — Мушкетёры — (Венецианский дворянин)
- 2013 — Дом добра и зла — (Крис Конли)
- 2014 — Ниндзя апокалипсиса — (Кейдж)
- 2014 — Геркулес — (Ариус)
- 2015 — Ширинка — (Макс, нет в титрах)
- 2015 — Восьмое чувство — (Штайнер)
- 2015 — Мастер Смерти — (Ульрих Хембергер)
- 2016 — Вне времени — (Вернер фон Браун)
- 2019 — Мой самый лучший рождественский бал — (Лукас)
- 2020 — Охотники — (Вильгельм Цухс, «Волк», врач в Освенциме)
- 2023 — Индиана Джонс и Колесо судьбы (голос)